# サラリーマン出世太閤記・完結篇 花婿部長No.1
『サラリーマン出世太閤記・完結篇 花婿部長No.1』（サラリーマンしゅっせたいこうき・かんけつへん はなむこぶちょうナンバーワン）は、1960年3月29日に東宝系で公開された日本映画。カラー。東宝スコープ。

## 概要
シリーズ第5作にして最終作。本作では輸出課長になった木下秀吉が、中近東の国・イラジスタン国に「アトラス」を売り込もうとするも、クーデターで失敗、しかしアメリカに新車「アトラスデラックス」を売り込む事に成功し、部長に昇進、そして前作よりメインヒロインになったエイ子と見事結婚となって、シリーズ大団円となる内容である。
イラジスタンの将軍役で藤村有弘が助演、本作では藤村の十八番であるインチキ外国語が聞けるシーンが有る。

## スタッフ
- 製作：安達英三郎
- 脚本：笠原良三
- 監督：筧正典
- 撮影：完倉泰一
- 照明：石川緑郎
- 美術：小川一男
- 録音：伴利也、下永尚
- 音楽：松井八郎
- 編集：岩下広一
- 助監督：秋山正

## 出演者
- 木下秀吉：小林桂樹
- 山中エイ子：団令子
- 山中為助：沢村いき雄
- 左右田一：加東大介
- 左右田茂子：東郷晴子
- 長谷川：有島一郎
- クマール・ハッサン（イラジスタン国の将軍）：藤村有弘
- アジャ・ババ（イラジスタンのバイヤー）：八波むと志
- キャサリン・クラーク（アメリカのバイヤー）：リンダ・ビーチ
- 浅田（「東西自動車」社員）：平田昭彦
- まり玉（芸者）：原知佐子
- エミ子：塩沢とき
- 福井：加藤春哉
- 脇坂：関田裕
- 粕谷：児玉清
- 真田：峯丘ひろみ
- 海野：ミッキー・カーチス
- 掛井：荒木保夫
- 守衛：宮田洋容
- 館員：大辻伺郎

## エピソード
前述の通り、本作で秀吉とエイ子が結ばれて大団円となるが、当初は白川由美扮する西川千枝子と結ばれる予定だった。だが観客が庶民的なエイ子を応援するため、エイ子が秀吉と結ばれる結果となったのである。（参考：「演技者 小林桂樹の全仕事」154頁）

## 同時上映
『国定忠治』
- 脚本：新藤兼人／監督：谷口千吉／主演：三船敏郎